# Gaspar Cervantes
Gaspar Cervantes (Trujillo, 1511 - Tarragona, 17 de outubro de 1575) foi um cardeal do século XVI.

## Biografia
Nasceu em Trujillo em 1511, Filho de Don Francisco de Gaete e Dona Maria Alonso de Cervantes. Relacionado, por parte de mãe (cujo sobrenome colocou antes do de seu pai, Gaete) a Miguel de Cervantes y Saavedra, autor de El Quijote , que viveu algum tempo com o cardeal. Seu segundo sobrenome também está listado como Gaeta.
Estudou na Universidade de Salamanca de 1527 a 1531 (bacharel em direito canônico, 11 de agosto de 1531); no Colégio de San Salvador, Salamanca, de 1540 a 1542 (licenciado em direito canônico, nemine discrepante, 18 de junho de 1542); e em Paris, França..
Ordenado para a diocese de Plasencia (Município e cidade da Espanha).Cânone do capítulo da catedral de León. Inquisidor, Provisor e Vigário Geral da Arquidiocese de Sevilha, mantendo o seu cónego em León. Inquisidor em Zaragoza, 1555-1561..
Eleito arcebispo de Messina, 19 de novembro de 1561. Sagrado, 1561 (sem mais informações encontradas). Participou do Concílio de Trento, de 18 de janeiro de 1562 até 1563; participou de todas as congregações gerais e assinou todos os decretos conciliares. Transferido para a sede metropolitana de Salerno, 1 de março de 1564. Membro da comissão que estudou o caso do arcebispo Bartolomé Carranza de Miranda, OP, arcebispo de Toledo, 1567. Transferido para a sede metropolitana de Tarragona, 23 de julho de 1568 permaneceu em Roma e não chegou à sua arquidiocese até maio de 1572..
Criado cardeal sacerdote no consistório de 17 de maio de 1570, recebeu o gorro vermelho e o título de S. Vitale, 9 de junho de 1570. Optou pelo título de S. Martino al Monte, 16 de junho de 1570. Optou pelo título de S. Balbina, 23 de janeiro de 1572. Não participou no conclave de 1572, que elegeu o Papa Gregório XIII. Fundou a Universidade de Tarragona em 1572 e obteve do Papa Gregório XIII o privilégio de conferir graus em 1574..
Morreu em Tarragona em 17 de outubro de 1575. Inicialmente, foi sepultado atrás do altar-mor da catedral metropolitana de Tarragona e dois anos depois, os seus restos mortais foram trasladados para um magnífico túmulo situado entre as capelas de S. Miguel e do Once mil Vírgenes naquela catedral.